# Partyman
Partyman is een nummer van de Amerikaanse muzikant Prince uit 1989. Het is de tweede single van zijn twaalfde studioalbum Batman.
In de bijbehorende videoclip zijn Prince en zijn band geschminkt als The Joker, de slechterik uit de Batmanserie. Ook is in de clip een rol weggelegd voor de Nederlandse saxofoniste Candy Dulfer. Prince verwijst dan ook naar Dulfer in de regel: "When I want sax, I call Candy". "Partyman" werd een bescheiden hitje in een aantal landen. Het nummer haalde de 18e positie in de Amerikaanse Billboard Hot 100. In de Nederlandse Top 40 haalde het de 17e positie, en in de Vlaamse Radio 2 Top 30 kwam het een plekje hoger.